# جامعة ماساتشوستس

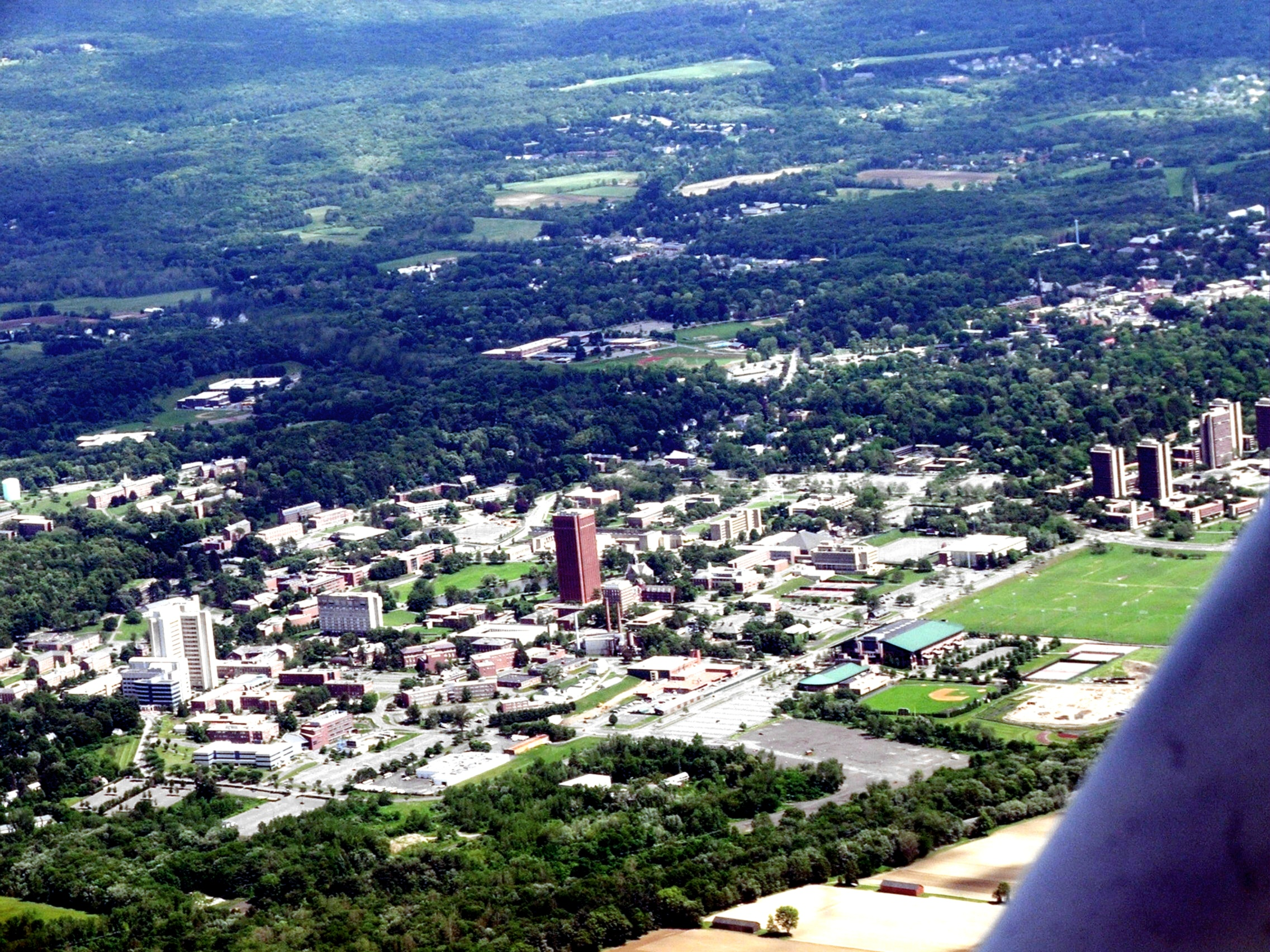
الحرم الجامعي في في أمهيرست

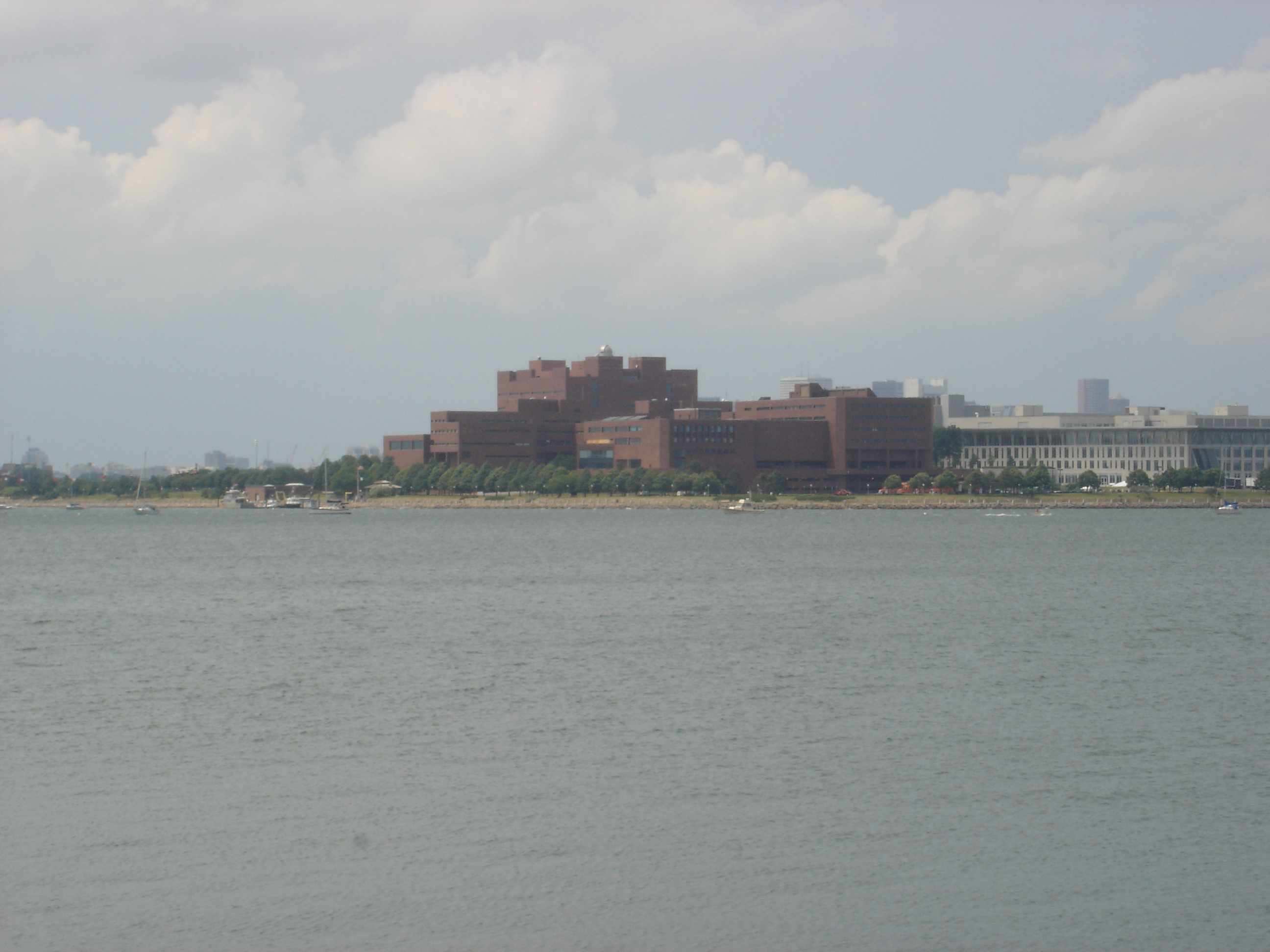
الحرم الجامعي في بوسطن

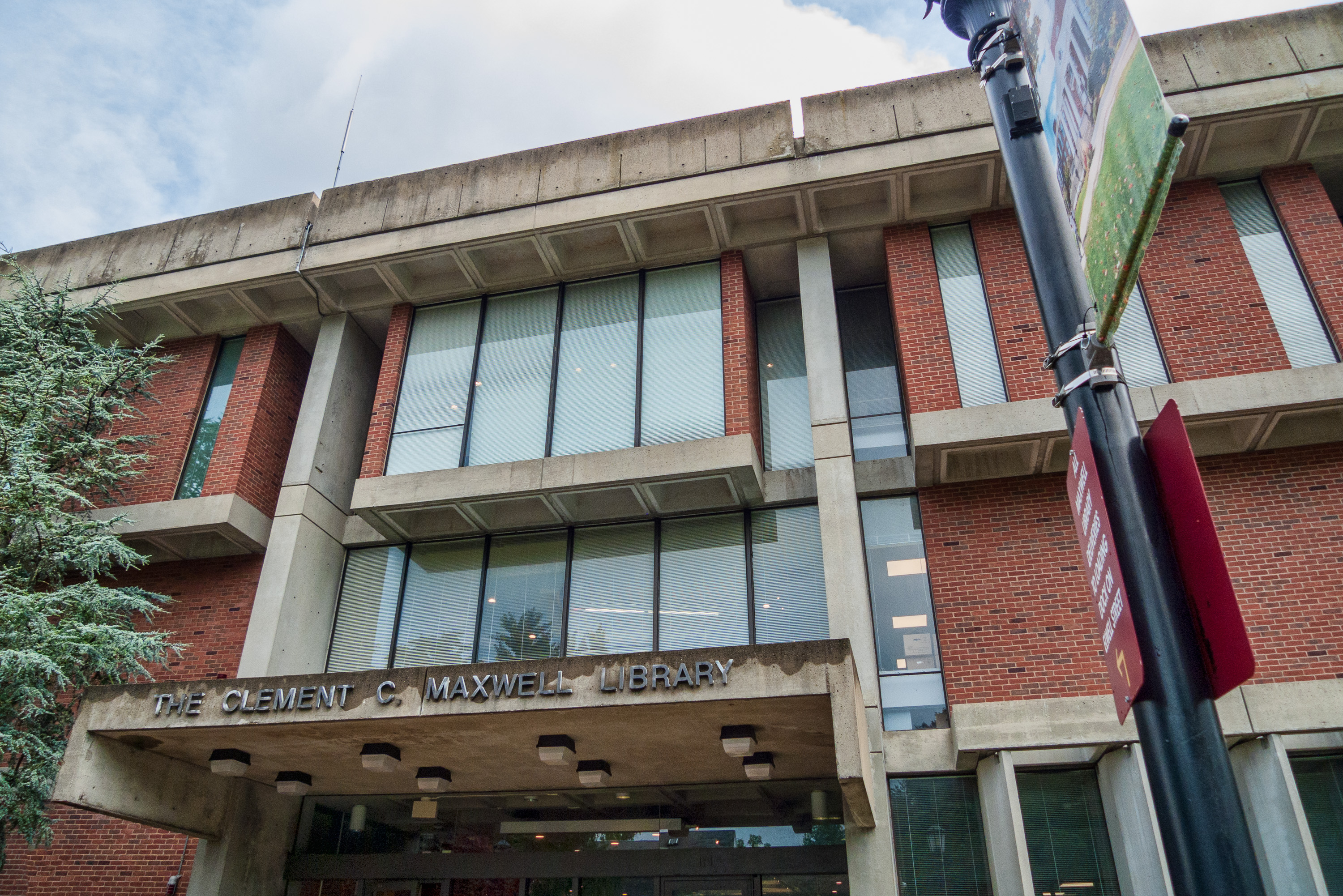
مكتبة الجامعة

جامعة ماساتشوستس (بالإنجليزية: University of Massachusetts)‏ وتعرف اختصاراً باسم يوماس (بالإنجليزية: UMass)‏ هي جامعة أهلية أمريكية تتألف من منظومة مقسمة على خمسة مقرات موزعة على مدن ولاية ماساتشوستس، كما تشرف جامعة ماساتشوستس على جامعة مفتوحة على شبكة الإنترنت تسمى يوماس أونلاين UMassOnline.

## الحرم الجامعي

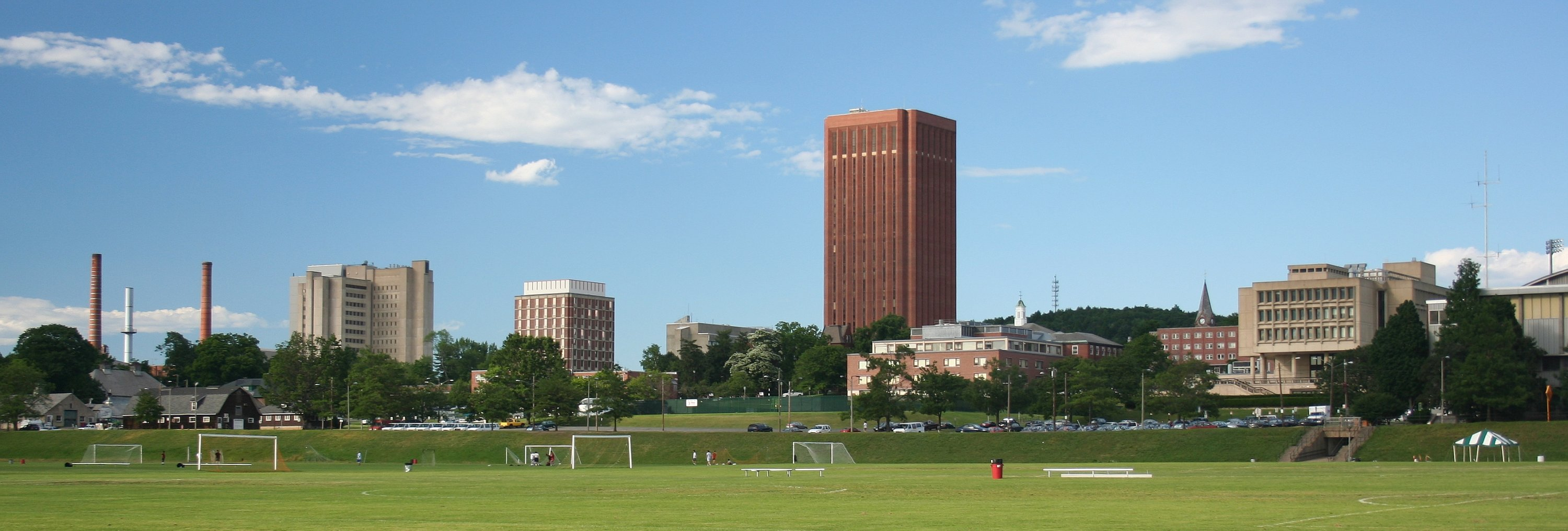
كبير جداً

### جامعة ماساتشوستس في أمهيرست
طالع المقالة الرئيسية: جامعة ماساتشوستس في أمهيرست
أمهيرست هي أكبر وأكبر حرم جامعي لجامعة يوماس UMass ، تأسست كلية ماساتشوستس الزراعية (كما كان يطلق عليها في الأصل) في أمهيرست ككلية لمنح الأراضي في عام 1863، حيث تلقت تمويلًا أوليًا لبدء العمل كجزء من قانون موريل لمنح الأراضي.
وفي عام 1931 م أصبحت «كلية ولاية ماساتشوستس»، وفي عام 1947 م تغير الاسم إلى «جامعة ماساتشوستس».
نظام المكتبات للجامعة هو أكبر نظام مكتبات مدعوم من الدولة في نيو إنجلاند مع أكثر من 6.1 مليون بيان مسجل، ويحتوي الحرم الجامعي على العديد من المباني المميزة معماريًا التي تمت بتكليف من الكومنولث وتم تصميمها من قبل مهندسين معماريين مشهورين عالميًا.
تقدم ماساتشوستس مجموعة متنوعة من الخيارات الأكاديمية والمشتركة في المناهج الدراسية، اثنان وتسعون بالمائة من أعضاء هيئة التدريس المتفرغين الذين يزيد عددهم عن 1300 يحملون أعلى درجة في مجالاتهم.
وللألتحاق بالجامعة في العام 2018 م كان لزاما على الطالب تحقيق متوسط درجات SAT هو 1296، ومتوسط المعدل التراكمي 3.90 على مقياس 4.0.
و يضم الحرم الجامعي 21,969 طالبًا جامعيًا وتقدم الجامعة 109 برنامج للحصول على درجة البكالوريوس.
و تبلغ نسبة الطلاب إلى أعضاء هيئة التدريس 18: 1 و 81٪ من الفصول بها أقل من 40 طالبًا.
تستضيف ولاية ماساتشوستس كلية الكومنولث الفخرية (CHC) حيث يكون القبول أكثر تنافسية بمتوسط درجة SAT هو 1411.
وتقدم كلية الكومنولث الفخرية CHC المشورة الشخصية للطلبة، ومع أحجام فصول أصغر التي يدرس بها الأساتذة، وستة مبانٍ، والتي افتتحت في خريف 2013.

### جامعة ماساتشوستس في بوسطن
طالع المقالة الرئيسية: جامعة ماساتشوستس في بوسطن
يوماس بوسطن هي جامعة بحثية  تقع في شبه جزيرة كولومبيا بوينت بمدينة بوسطن الأمريكية، وهي محاطة بميناء بوسطن ومكتبة جون إف كينيدي ودار محفوظات ولاية ماساتشوستس. يقع المقر الرئيسي لبوسطن جلوب أيضًا بجوار الحرم الجامعي، وكذلك مدرسة بوسطن كوليدج الثانوية. وقد عقدت الجامعة العديد من الشراكات مع المنظمات المجاورة لها، مما يوفر فرصًا للبحث والعمل.
تشتهر جامعة يوماس بوسطن بهيكلها الطلابي المتنامي والمتنوع الذي يضم أكثر من 12,000 طالب جامعي وما يقرب من 4,000 طالب دراسات عليا، مما يجعلها ثالث أكبر حرم جامعي في النظام الجامعي.
يوجد بالجامعة خمس كليات جامعية وكليتي دراسات عليا، مع أكثر من 100 برنامج تعليمي جامعي و 50 برنامج دراسات عليا، ويحمل ثلاثة وتسعون بالمائة من أعضاء هيئة التدريس المتفرغين أعلى درجة في مجالاتهم.
يعد الحرم الجامعي موطنًا لأكثر من 100 منظمة طلابية - بما في ذلك النوادي والمجلات الأدبية والصحف ومحطة الإذاعة ومعرض الفنون و 16 فريقًا رياضيًا من الرابطة الوطنية لرياضة الجامعات (NCAA) من القسم الثالث.

### جامعة ماساتشوستس في دارتموث
طالع المقالة الرئيسية:جامعة ماساتشوستس في دارتموث
يقع الحرم الجامعي ليوماس دارتموث في جنوب شرق ولاية ماساتشوستس، وقد بدأ في عام 1895 كمدرسة بيدفورد الجديدة للنسيج، ومدرسة برادفورد دورفي للنسيج، ولاحقًا تحولت إلى جامعة جامعة ماساتشوستس الجنوب شرقية (SMU).
تقدم يوماس دارتموث مجموعة واسعة من البرامج في المحاسبة والتمويل وأنظمة المعلومات الإدارية وإدارة العمليات والتسويق، وكلها معتمدة من قبل جمعية تطوير كليات إدارة الأعمال (AACSB) الدولية، كذلك لديها أعلى مرتبة في برامج الهندسة والتمريض.
بالإضافة إلى الحرم الجامعي الرئيسي ليوماس دارتموث الذي تبلغ مساحته 710 فدان (2.9 كم 2)، يوجد حرم جامعي تابع للأقمار الصناعية في جميع أنحاء الساحل الجنوبي.
يبلغ عدد الطلاب 7,982 طالبًا جامعيًا وتبلغ اعداد البرامج التعليمية 65 برنامجًا للحصول على درجة علمية، وتبلغ نسبة الطلاب إلى أعضاء هيئة التدريس في الحرم الجامعي 18: 1 في كلية الآداب والعلوم. كلية تشارلتون للأعمال كلية الهندسة؛ كلية التمريض؛ كلية الفنون المرئية والمسرحية؛ كلية التربية والسياسة العامة والمشاركة المدنية؛ ومدرسة علوم وتكنولوجيا البحار. وتستضيف الجامعة دورات تدريبية، وفرص بحث جامعية.
يعد الحرم الجامعي موطنًا لأكثر من 100 منظمة طلابية و 25 فريقًا رياضيًا من الرابطة الوطنية لرياضة الجامعات (NCAA) من القسم الثالث
وقد تم تصميم مباني الحرم الجامعي من قبل المهندس المعماري الحداثي المشهور عالميًا بول رودولف

### جامعة ماساتشوستس في لويل
طالع المقالة الرئيسية: جامعة ماساتشوستس في لويل
جامعة يوماس لويل هو نتاج اندماج كل من بين كلية ولاية لويل (تأسست عام 1894م) ومعهد لويل التكنولوجي (الذي تأسس عام 1895 باسم مدرسة لويل للنسيج) وكان الاندماج في عام 1971، وأصبحت المؤسسة المندمجة بأسم جامعة لويل، حيث عملت لويل تيك السابقة كحرم جامعي شمالي للجامعة وعمل حرم كلية لويل السابق كحرم جامعي جنوبي للجامعة الجديدة.
يوماس لويل هي جامعة شاملة تتمتع بسمعة وطنية في العلوم والهندسة والإدارة والتكنولوجيا، وهي ملتزمة بتعليم الطلاب لتحقيق النجاح مدى الحياة في عالم متنوع وإجراء أنشطة البحث والتوعية التي تحافظ على الصحة الاقتصادية والبيئية والاجتماعية للمنطقة.
يقع مقر جامعة يوماس لويل في وادي ميريماك بالقرب من بوسطن وشواطئ المحيط وجبال نيو هامبشاير، ويقدم الحرم الجامعي عددًا من برامج البكالوريوس والدراسات العليا. تشمل البرامج الأكاديمية التدريب، والتعاونيات، وتعيلم الخدمات، والتعليم الدولي.
تضم جامعة يوماس لويل ما مجموعه 18,316 طالبًا (حسب تقرير الجامعة خريف عام 2017) وهو الأسرع نموًا بين الأحْرام الجامعية ليوماس الخمسة.
يقدم الحرم الجامعي أكثر من 120 برنامجًا معتمدًا بالكامل يدرسها 737 من أعضاء هيئة التدريس في خمس كليات، وتقدم معظم برامج درجة البكالوريوس البالغ عددها 75 برنامج بكالوريوس مدتها خمس سنوات وصولا لبرامج الماجستير، وتبلغ نسبة الطلاب إلى أعضاء هيئة التدريس هي 15: 1 ونصف الفصول الجامعية بها أقل من 20 طالبًا، وثلاثة وتسعون بالمائة من أعضاء هيئة التدريس المتفرغين يحملون أعلى درجة في مجالاتهم.

### مدرسة الطب بجامعة ماساتشوستس
طالع المقالة الرئيسية: مدرسة الطب بجامعة ماساتشوستس
تعد جامعة ماساتشوستس وورسيستر (والمعروفة أيضًا باسم كلية طب يوماس) واحدة من أسرع مراكز العلوم الصحية الأكاديمية نموًا في الولايات المتحدة وهي تحتوي على كلية الطب (SOM) «وهي كلية الطب العامة الوحيدة في الكومنولث» وكلية الدراسات العليا لعلوم الطب الحيوي (GSBS)، وكلية الدراسات العليا للتمريض (GSN)، ومؤسسة بحثية تجتذب أكثر من 200 مليون دولار من التمويل الخارجي سنويًا.
ويقع الحرم الجامعي في قلب وسط ماساتشوستس والذي يبلغ مساحته 63 فدانًا (250.000 متر مربع) تشترك فيه مع الشريك الإكلينيكي يوماس ميموريال للرعاية الصحية، وهو نظام تقديم الرعاية الصحية الأول في المنطقة وأكبر جهة توظيف، وتقع مرتبة مدرسة الطب في أعلى عشرة بالمائة من تصنيف تقرير الأخبار السنوي لأفضل كليات الطب.
أطلق عمل الباحث الطبي في يوماس كريج ميلو (الباحث في معهد هوارد هيوز الطبي المرموق -الحائز على جائزة نوبل لعام 2006) نحو اكتشاف تداخل الحمض النووي الريبي (RNA) مجالًا جديدًا للبحث.
و تعد المدرسة أيضًا موطنًا لمركز ألبرت شيرمان، وهي منشأة بحثية وتعليمية متعددة التخصصات تعزز التعاون بين العلماء والابتكار عبر التخصصات.[بحاجة لمصدر]

### مركز سبرينغفيلد للأقمار الصناعية
في 8 أغسطس 2013، بدأت جامعة ماساتشوستس في طلب مقترحات لإنشاء الفصول الدراسية المحتملة والمساحات المكتبية لمركز القمر الصناعي في سبرينغفيلد، كانت يوماس تبحث عن 25,000 قدم مربع من المساحة لاستخدامها في الفصول الدراسية ومكاتب أعضاء هيئة التدريس والاستخدامات الأخرى، مع خيار مضاعفة المساحة في وقت لاحق.
في 23 نوفمبر 2013، أعلن الحاكم ديفال باتريك ورئيس جامعة ماساتشوستس روبرت ل. كاريت عن اختيار تاور سكوير في وسط مدينة سبرينغفيلد كمركز الأقمار الصناعية الجديد للجامعة. واستقرت الجامعة استئجار 27,321 قدمًا مربعًا في الطابق الثاني من المبنى المكون من 30 طابقًا، والذي تملكه شركة ماساتشوستس ميوتشوال للتأمين على الحياة والذي يقع في 1500 شارع ماين سانت أوماس، وكان المخطط هو إنشاء برامج أكاديمية في المركز بدءًا من خريف 2014.
وفي عام 2014، منحت ولاية ماساتشوستس 5.2 مليون دولار[بحاجة لمصدر] لمركز سبرينغفيلد للأقمار الصناعية للسماح للجامعة بإكمال البناء وشراء المفروشات.
و في مارس 2014 افتتح مركز الأقمار الصناعية، الذي يديره حرم أمهيرست، وتم تسجيل الطلاب في سبتمبر 2014.
تشمل البرامج التمريض، والتعليم، وإدارة الأعمال، واستشارات الإدمان، ودروس جي أي دي GED.

### الماليات وأجور أعضاء هيئة التدريس
في عام 2014 صدر التقرير المالي وبلغت الميزانية التشغيلية للسنة المالية 2014 لنظام يوماس 2.94 مليار دولار أمريكي وهو ما يمثل زيادة بنسبة 2.6٪ عن نفقات عام التقرير.
يعد العديد من موظفي جامعة ماساتشوستس من بين موظفي الدولة الأعلى أجراً في ولاية ماساتشوستس.[بحاجة لمصدر]

## رؤساء الجامعة
يشغل المنصب الآن مارتي ميهان
| الرئيس            | الفترة                |
| ----------------- | --------------------- |
| هنري ف. فرينش     | 1864–1866             |
| بول أ. تشادبورن   | 1866–1867 و 1882–1883 |
| ويليام إس. كلارك  | 1867–1879             |
| تشارلز إل فلينت   | 1879–1880             |
| ليفي ستوكبريدج    | 1876 و1880–1882       |
| جيمس س. غيرينوغ   | 1883–1886             |
| هنري هـ. جودل     | 1883 و1886–1905       |
| ويليام بي بروكس   | 1905–1906             |
| كينيون ل. بترفيلد | 1906–1924             |
| إدوارد إم لويس    | 1924–1927             |
| روسكو دبليو تاتشر | 1927–1932             |
| هيو بي بيكر       | 1933–1947             |
| رالف أ.فان متر    | 1947–1954             |
| جان بول ماثر      | 1954–1960             |
| جون دبليو ليدرل   | 1960–1970             |
| روبرت سي وود      | 1970–1977             |
| فرانكلين باترسون  | 1978 (مؤقت)           |
| ديفيد س. كناب     | 1978–1990             |
| جوزيف د           | 1990–1991             |
| إي ك. فريتويل     | 1991–1992 (مؤقت)      |
| مايكل هوكر        | 1992–1995             |
| شيري هـ. بيني     | 1995–1996 (مؤقت)      |
| ويليام بولغر      | 1996–2003             |
| جاك إم. ويلسون    | 2003–2011             |
| روبرت كاريت       | 2011–2015             |
| مارتي ميهان       | 2015–                 |

## الشخصيات البارزة والخريجين وأعضاء هيئة التدريس

### الخريجين الفخريين

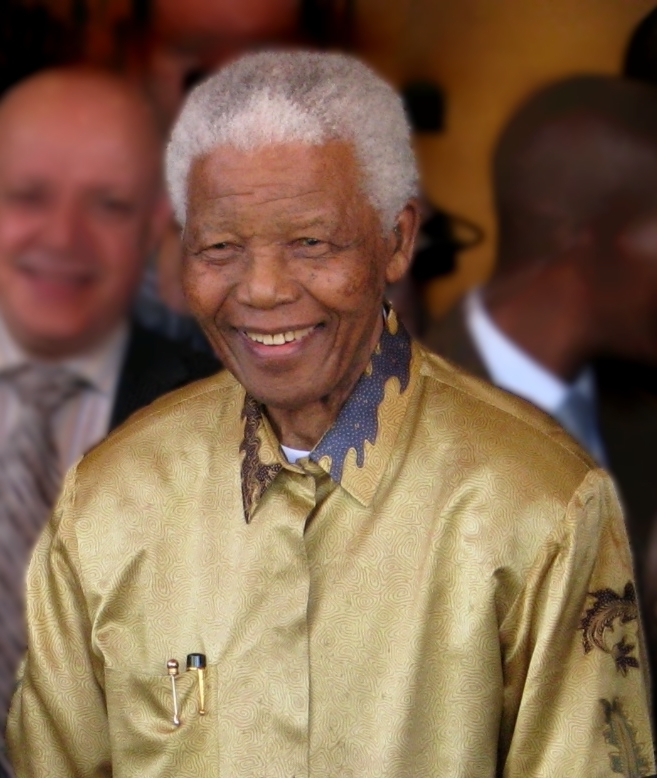
نيلسون مانديلا , والد الأمة لجنوب أفريقيا
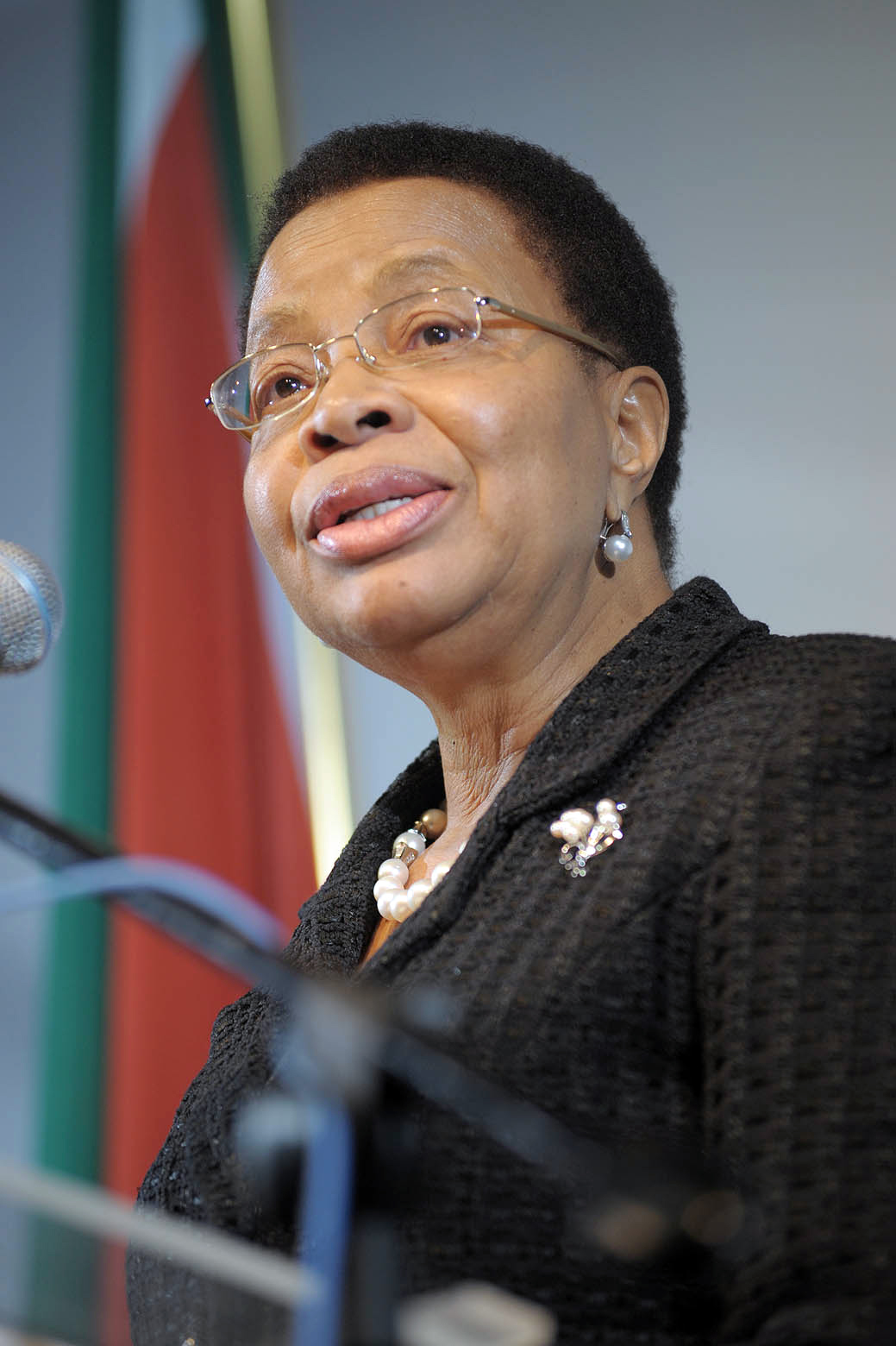
غراسا ماشيل ، السيدة الأولى لجنوب أفريقيا

## وصلات خارجية
- الموقع الرسمي